# 印度原牛
印度原牛（學名：Bos primigenius namadicus）是一種曾在印度生存的原牛亚种。牠們約於200萬年前開始出現，是最先出現的原牛。由牠們演化出歐洲原牛及北非原牛。
印度原牛也是瘤牛的祖先。最早馴養瘤牛是於史前9000年開始。